# Championnat de France féminin de football des moins de 19 ans
Le championnat de France féminin de football des moins de 19 ans, officiellement Championnat National Féminin U19 et anciennement Challenge National Féminin U19 jusqu'en 2020, est le championnat français de football destinés aux joueuses de moins de 19 ans.

## Organisation

Ancien logo du Challenge National Féminin U19.

Depuis la saison 2015-2016, il se déroule annuellement sous forme d'un championnat composé d'une première phase de six poules de 6 équipes, réunissant donc 36 équipes françaises de la catégorie. À la fin de la première phase de championnat, les deux premiers de chacune des poules s'affrontent dans une phase Élite en 2 groupes de 6 tandis que les quatre autres de chaque poules sont dans une phase Excellence de 4 groupes de 6. Les premiers de chacun des 2 groupes de la phase Élite s'affrontent ensuite dans une finale pour le titre de champion de France. Les premiers de chacun des 4 groupes de la phase Excellence s'affrontent eux dans une finale à quatre,.
La saison 2019-2020 est transitoire avec 30 équipes présentes (issues des 12 équipes de D1 et des 18 de D2 non issues de la phase d'accession nationale) contre 36 équipes auparavant. La première phase se compose de six groupes de 5 équipes se rencontrant en aller/retour puis le niveau Élite réunit uniquement les 6 clubs ayant terminé premier de leur groupe dans un groupe unique. Les autres équipes disputent le niveau Excellence dans 4 groupes de 6 équipes. Le titre est décerné au premier du groupe Élite alors que pour le niveau Excellence, le titre revient à l'équipe ayant terminé 1re de son groupe et ayant le plus grand nombre de points obtenus face aux quatre équipes les mieux classées de leur groupe.
Ainsi, à l'issue de la saison 2019-2020, les 18 équipes qui composent le nouveau Championnat National Féminin U19 sont les 6 équipes de la phase Élite, et les 12 équipes classées aux trois premières places du classement de chacun des quatre groupes de la phase Excellence. Les autres équipes sont remises à disposition des Ligues. De plus, à partir de la saison 2019-2020, une phase d'accession nationale du Championnat National Féminin U19 est instaurée. 12 équipes issues des championnats féminins U18 des Ligues y prennent part,. 
La saison 2019-2020 étant arrêtée mi-mars en raison de la pandémie de Covid-19, le championnat ne peut pas aller à son terme. Le classement est alors figé et aucun titre de champion n'est attribué.
À partir de la saison 2020-2021, le championnat devient le Championnat National Féminin U19.

## Palmarès

### Challenge National Élite (2010-2020)
| N° | Édition   | Vainqueur                                                | Finaliste                                                | Score                                                    |
| -- | --------- | -------------------------------------------------------- | -------------------------------------------------------- | -------------------------------------------------------- |
| 1  | 2010-2011 | Montpellier HSC                                          | FC Vendenheim                                            | 7 – 0                                                    |
| 2  | 2011-2012 | Montpellier HSC (2)                                      | Juvisy FCF                                               | 2 – 1                                                    |
| 3  | 2012-2013 | Montpellier HSC (3)                                      | Olympique lyonnais                                       | 1 – 0                                                    |
| 4  | 2013-2014 | Olympique lyonnais                                       | Paris Saint-Germain                                      | 2 – 1                                                    |
| 5  | 2014-2015 | Olympique lyonnais (2)                                   | Paris Saint-Germain Montpellier HSC                      | 3 – 1 6 – 2                                              |
| 6  | 2015-2016 | Paris Saint-Germain                                      | Olympique lyonnais                                       | 3 – 1                                                    |
| 7  | 2016-2017 | Paris Saint-Germain (2)                                  | Olympique lyonnais                                       | 2 – 2 tab 3 – 2                                          |
| 8  | 2017-2018 | Montpellier HSC (4)                                      | Paris Saint-Germain                                      | 4 – 2                                                    |
| 9  | 2018-2019 | Paris Saint-Germain (3)                                  | Olympique lyonnais                                       | 5 – 1                                                    |
| 10 | 2019-2020 | Titre non attribué en raison de la pandémie de Covid-19. | Titre non attribué en raison de la pandémie de Covid-19. | Titre non attribué en raison de la pandémie de Covid-19. |

### Challenge National Excellence (2015-2020)
| N° | Édition   | Vainqueur                                               | Finaliste                                               | Score                                                   |
| -- | --------- | ------------------------------------------------------- | ------------------------------------------------------- | ------------------------------------------------------- |
| 1  | 2015-2016 | FC Metz                                                 | Grenoble Métropole Claix                                | 6 – 1                                                   |
| 2  | 2016-2017 | Montpellier HSC                                         | FC Vendenheim                                           | 2 – 2 tab 4 – 3                                         |
| 3  | 2017-2018 | VGA Saint-Maur                                          | Olympique de Marseille                                  | 2-2 tab 7 – 6                                           |
| 4  | 2018-2019 | Olympique de Marseille                                  | US Saint-Malo                                           | 2 – 0                                                   |
| 5  | 2019-2020 | Titre non attribué en raison de la pandémie de Covid-19 | Titre non attribué en raison de la pandémie de Covid-19 | Titre non attribué en raison de la pandémie de Covid-19 |

### Championnat National féminin U19 (depuis 2020)
| N° | Édition   | Vainqueur                                                |
| -- | --------- | -------------------------------------------------------- |
| 1  | 2020-2021 | Titre non attribué en raison de la pandémie de Covid-19. |
| 2  | 2021-2022 | Olympique lyonnais                                       |
| 3  | 2022-2023 | Olympique lyonnais                                       |
| 4  | 2023-2024 | Olympique lyonnais                                       |
| 5  | 2024-2025 | Paris Saint-Germain                                      |

### Records
| Rang | Club                | Victoires                      |
| ---- | ------------------- | ------------------------------ |
| 1    | Olympique lyonnais  | 5 (2014, 2015, 2022,2023,2024) |
| 2    | Montpellier HSC     | 4 (2011, 2012, 2013, 2018)     |
| 2    | Paris Saint-Germain | 4 (2016, 2017, 2019, 2025)     |